# Selenicereus atropilosus
Selenicereus atropilosus är en kaktusväxtart som beskrevs av Myron William Kimnach. Selenicereus atropilosus ingår i släktet Selenicereus och familjen kaktusväxter. Inga underarter finns listade i Catalogue of Life.